# クラリネット三重奏曲 (ブラームス)
クラリネット三重奏曲（クラリネットさんじゅうそうきょく）イ短調 作品114は、ヨハネス・ブラームスが作曲した、クラリネットのための室内楽作品である。晩年の1891年夏、クラリネット奏者リヒャルト・ミュールフェルトにあてて作曲され、クラリネット五重奏曲 ロ短調 作品115とともに初演された。

## 楽章構成
4楽章からなり、演奏時間は約25分。
I. Allegro
イ短調、2分の2拍子。ソナタ形式。序奏はなく、哀愁を漂わせる第一主題がチェロに、次いでクラリネットに奏し出される。次いでピアノに2度音程をうごめく動機が現れるが、これは後に副主題として活用される。第一主題の確保がクライマックスを形成すると、ハ長調の第二主題とホ短調の小結尾が続く。
展開部では提示部の諸動機が活用され、激情と抒情が交代する。再現部はやや変形され、第一主題がクラリネットに途切れがちに奏されると間もなく第二主題がヘ長調で再現される。小結尾は束の間イ長調の明るい世界に移るがすぐに力を失い、静かなパッセージの応酬で結ばれる。
II. Adagio
ニ長調、4分の4拍子。展開部を欠いたソナタ形式。楽章クラリネットに息の長い第一主題（第一楽章第二主題と関連している）が出、なだらかな動きの第二主題が続く。再現部では変奏が加えられ、繊細なパッセージが絡みつく。
III. Andantino grazioso
イ長調、4分の3拍子。二つのトリオを持つレントラー風の間奏曲。優美な主題がクラリネットに奏され、ピアノに受け継がれる。第一トリオではクラリネットとチェロが掛け合いを演じ、第二トリオではクラリネットが八分音符で動き回る。
IV. Allegro
イ短調、4分の2拍子/8分の6拍子。ソナタ形式。規模は小さいが力強いフィナーレで、リズム的な工夫やジプシー風の要素が特徴的である。